# 758 Mancunia
758 Mancunia eller 1912 PE är en asteroid i huvudbältet, som upptäcktes 18 maj 1912 av den engelske astronomen Harry E. Wood i Johannesburg. Den har fått sitt namn efter det latinska namnet på den engelska staden Manchester.
Asteroiden har en diameter på ungefär 88 kilometer och den tillhör asteroidgruppen Hygiea.